# Reformierte Kirche Wabern bei Bern

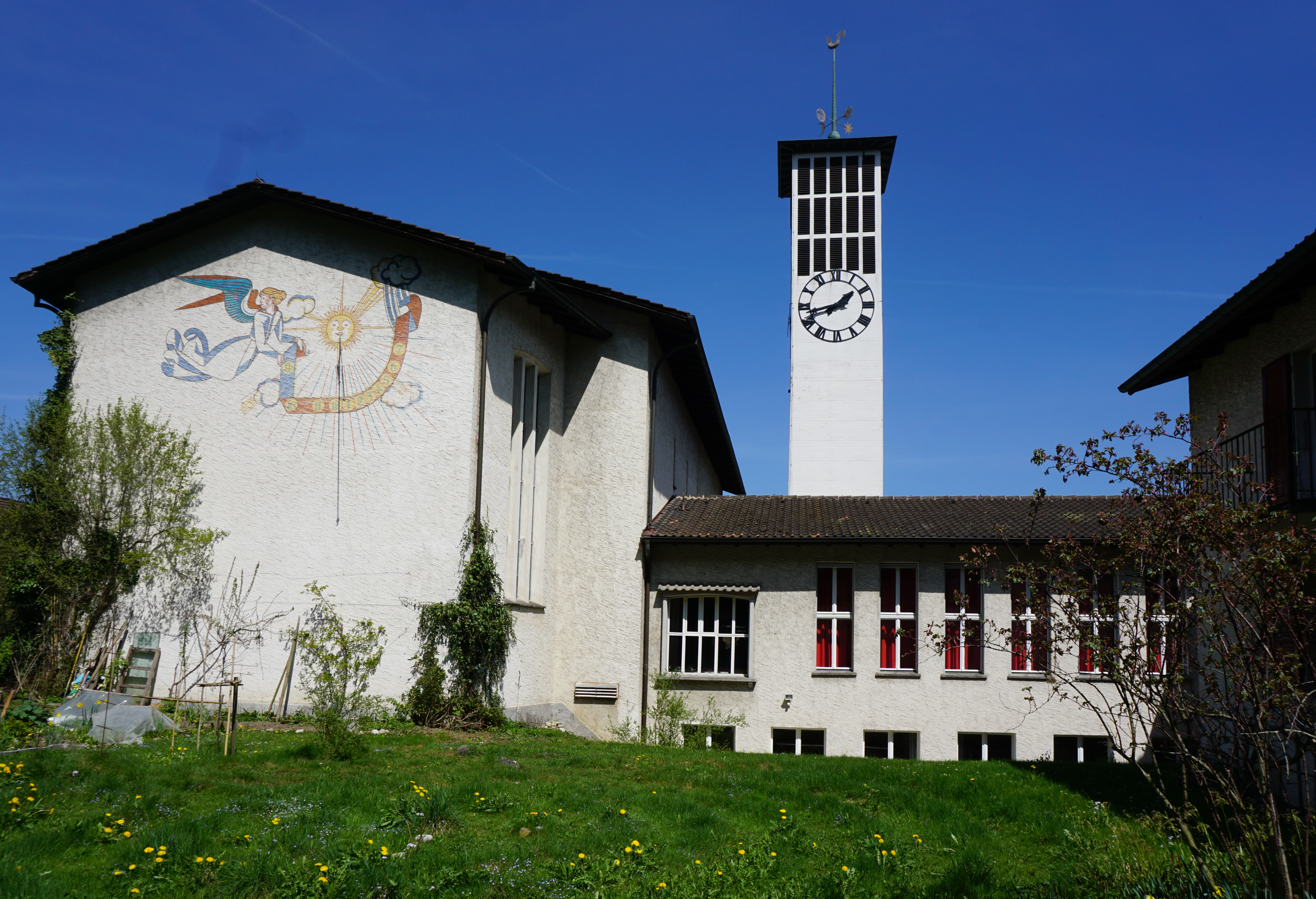
Reformierte Kirche Wabern mit Labyrinth im Pfarrhausgarten

Die Reformierte Kirche Wabern ist die Dorfkirche des Kirchenkreises Wabern in der reformierten Kirchgemeinde Köniz in Wabern BE. Sie wurde in den Nachkriegsjahren ab 1946 gebaut, als für die wachsende Bevölkerung in den Randgebieten der Stadt Bern eigene Kirchen nötig wurden.

## Baugeschichte
Wabern war seit jeher der Kirchgemeinde Köniz zugehörig. Den Leuten war der Kirchgang zu der den Aposteln Peter und Paul geweihten Kirche in Köniz geboten. Davon zeugt noch der Name der ortsverbindenden Kirchstrasse. Wabern besass keine eigene Kirche, in einem Schriftstück wird lediglich ein «gmein cappely» an einem nicht nachweisbaren Ort erwähnt.  Bereits 1902 war mit einem Basar ein Betrag von Fr. 2'000 zur Äufnung eines Kirchenbaufonds gesammelt worden. 1905 waren es schon Fr. 5'800, aber ein Kirchenbau kam nicht zur Ausführung, der Verein wurde aufgelöst und das Geld der Gemeinde zur Verwaltung übergeben. Erst 1935 konnte auf Initiative von Pfarrer W. Fuchs erneut ein Kirchenbauverein gegründet werden. 1937 erwarb die Kirchgemeinde Köniz das Grundstück an der Poststrasse in Wabern mit dem inzwischen auf Fr. 35'000 angewachsenen Kapital. Das in einem Wettbewerb siegreiche Projekt des Architekten Ernst Balmer aus Wabern wurde zur Ausführung empfohlen. Die stark angewachsene Bevölkerung erforderte den Bau einer eigenen Kirche und man begann 1938 mit der Planung. Baubeginn war aber mit kriegsbedingter Verzögerung erst 1946. Die Einweihung der Kirche mit angegliedertem Kirchgemeinde- und Pfarrhaus erfolgte am Bettag 1948. Die Kirche bot Platz für bis zu 750 Personen.

## Architektur

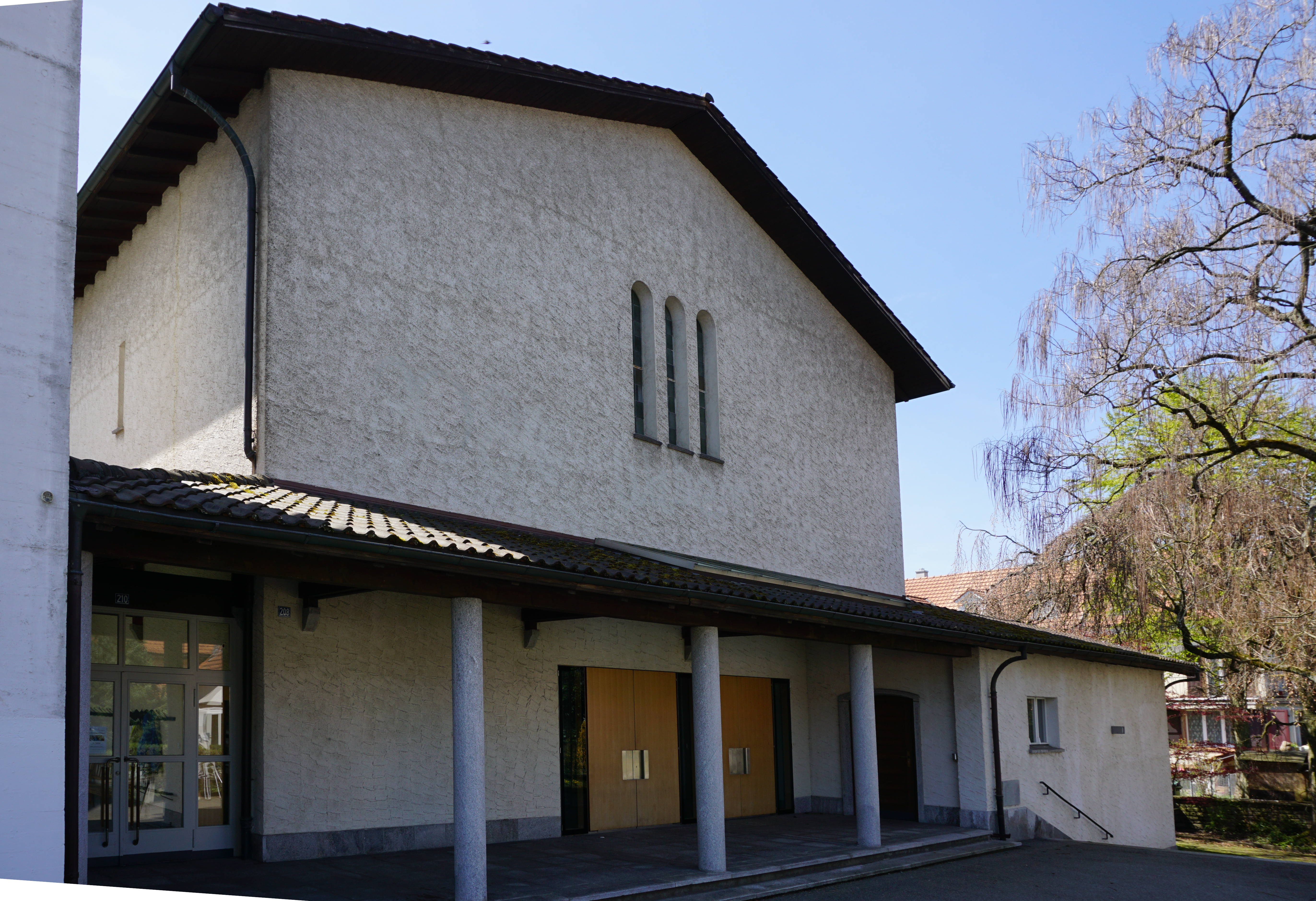
Eingangsfassade

Der Architekt Ernst Balmer BSA, aus Köniz (um 1890–1973) gewann 1938 den Wettbewerb und konnte 1946 mit dem Bau der Kirche und den angeschlossenen Gebäuden beginnen. Mit der Eingangsfassade zur Strasse und dem nach Südwesten ausgerichteten Chor wurde die Kirche zum angrenzenden Friedhof ausgerichtet. Es entstand ein Saal von 20 × 14 × 9 Metern mit fast gleich hohem eingezogenem Chor von 4 Metern Tiefe. Durch den Einzug der 4 Meter tiefen Empore erhielt der Raum eine fast quadratische Grundform.
Fünf hohe Fenster in der Nordwestwand des Schiffs und ein breiteres südseitig im Chor erhellen den Raum. An der Südwand des Schiffs sind im oberen Bereich weitere fünf schiessschartenartige Fenster und in der Giebelwand drei hohe rundbogige Fenster. Aussen wurden alle Fassaden mit einem Kellenstrich-Kalkverputz versehen. Durch die stilgleichen Fenster in allen zugehörigen Gebäuden und der übrigen Gestaltung wurde ein einheitlicher Baustil erreicht.
Das Kirchenzentrum mit Saal, Pfarrhaus und Nebenbauten erscheint als Gesamtanlage mit Terrassen, Freiräumen und dem parkartigen Friedhof. Den vertikalen Hauptakzent des Zentrums bildet der freistehende Turm. Daneben prägen die ursprünglich überall offenen, von Pfeilern getragenen, kreuzgangartigen Laubengänge das äussere Bild.

### Umbau 2004

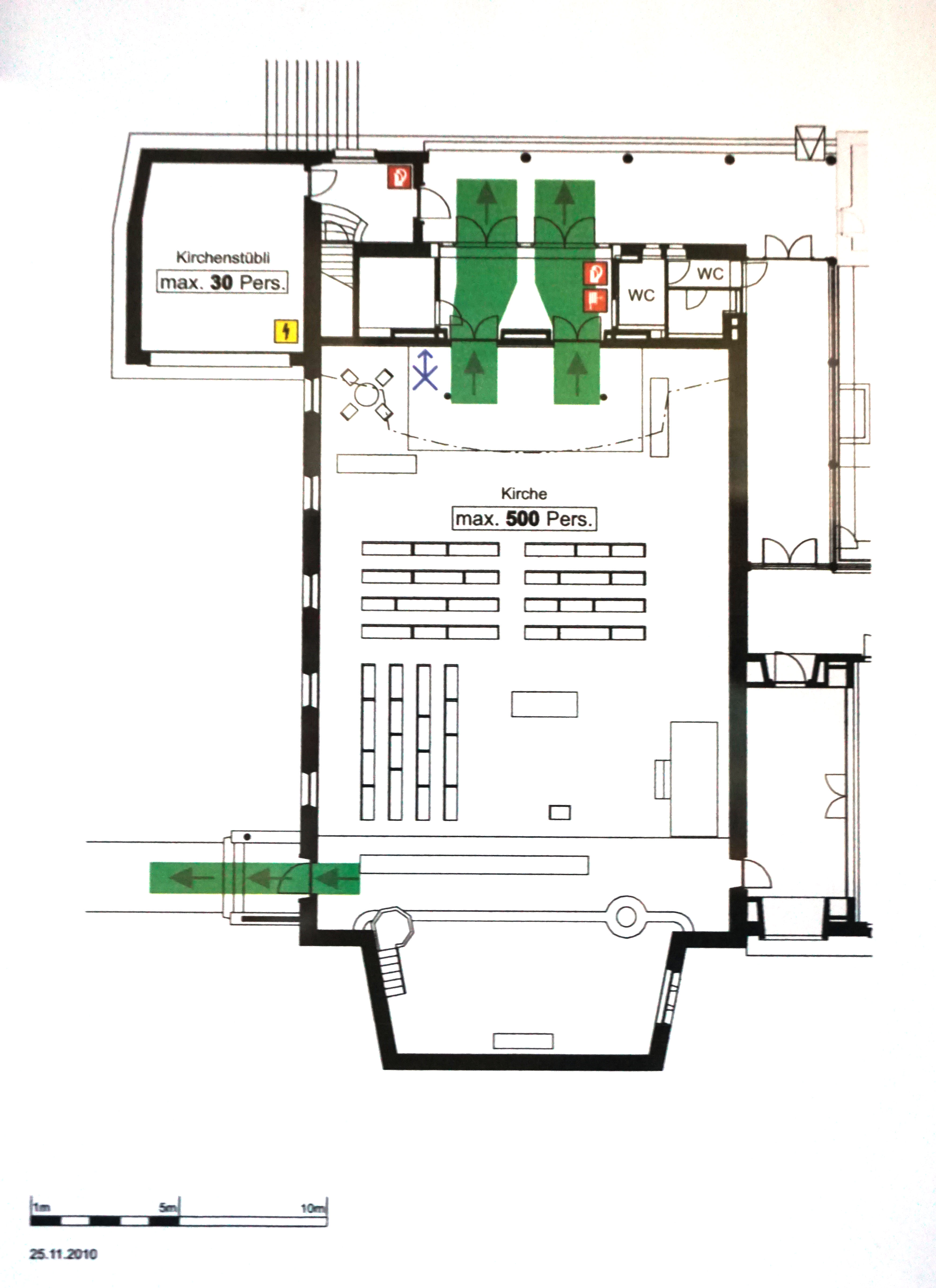
Grundriss

Nach über fünfzigjährigem Gebrauch und Wandel wurde ein gründlicher Umbau des Kirchenraums nötig. Nach dem neuen Konzept sollte von der traditionellen Anordnung mit hoher Kanzel und räumlich abgesonderter Liturgie Abstand genommen werden. Bei der 2004 erfolgten Neugestaltung durch das Berner Architekturbüro Patrick Thurston wurden die Bänke, die den ganzen Kirchenraum einnahmen, durch mobile, zweisitzige Bankteile ersetzt. Sie sind normalerweise im offenen Winkel zur neuen Orgel, Abendmahltisch und Lesepult positioniert. Zur Abtrennung des Chorraums stehen vor den Stufen verschiebbare Elemente aus Tannenholz, die auch als Stuhldepot dienen.
Der neue Abendmahltisch wird nur zu besonderen Gelegenheiten bereitgestellt und das Lesepult kann je nach Raumbedarf ebenfalls umgestellt werden. Die neue Orgel stellt einen wichtigen Teil der neuen Ausstattung dar. Nach altem Vorbild und protestantischer Tradition wird durch diese Neugestaltung das Volk in der Mitte des Raumes auf gleicher Höhe mit den Predigenden und dem Organist in den Gottesdienst einbezogen. Der Chorraum mit dem mächtigen Wandbild bleibt für den Sängerchor und Musikaufführungen frei. Die Kanzel bleibt unbenutzt bestehen, Lesungen und Predigten werden am neuen Rednerpult vorgetragen. Bei Bedarf kann das Platzangebot von normalerweise 100 Plätzen mit den nicht sichtbar aufbewahrten Stühlen für weitere 210 Personen erweitert werden. Das Raumkonzept erlaubt vielseitige Nutzung auch als Konzertraum.

## Ausstattung

### Wandbild
Das Auferstehungsbild im Chor von fast 9 × 9 Metern, gestaltet 1955–1962 von Walter Clénin, stellt im Fussbereich die schlafenden Wächter beim aufgebrochenen Grab mit den drei Frauen und gegenüber dem erklärenden Engel erdgebunden dar. Darüber schwebend stösst hell der segnende Christus in den Raum vor. Das Bild sollte bei der Umgestaltung 2004 durch eine neutrale Wand mit einem schlichten Kreuz überdeckt werden, wie es zuvor nach dem Bau der Kirche mehrere Jahre war. Aber wie es bereits im ursprünglichen Bauplan vorgesehen war, bleibt es nun in gereinigtem Zustand weiterhin raumdominierend erhalten. Ein ähnliches Wandbild von Walter Clénin befindet sich auch im Chor der Markuskirche im Berner Breitenrain.

### Taufstein
Der Taufstein aus Freiburger Hartsandstein in Form einer Schale mit Reliefs, wurde vom Berner Bildhauer Max Fueter geschaffen. Als Auferstehungssymbol ist die Geschichte des Propheten Jona dargestellt. «Denn wie Jona drei Tage und drei Nächte im Bauch des Fisches war, so wird der Menschensohn drei Tage und drei Nächte im Schoß der Erde sein» (Mathäus 12, 40.) Er steht auf den speziell ausgerundeten Stufen an der linken Chorschranke.

### Kanzel
Der Kanzelkorb trägt in Holz geschnitzte Reliefs mit den Symbolen der Evangelisten von Bildhauer Theo Wetzel. Wetzel wohnte mit Walter Clénin in der Festi ob Ligerz, von ihm stammen auch die Figuren des Grossratssaales im Berner Rathaus.

### Glasgemälde
Die neun von anderen Kirchgemeinden und Gönnern gestifteten Glasgemälde vom Steffisburger Glasmaler Robert Schär versetzte man aus den grossen Kirchenfenstern in die Verglasung des seitlichen Laubengangs. Allerdings ist ihre mangelhaft gebrannte Schwarzlotzeichnung unrettbar gefährdet. Robert Schär schuf auch die grossen Glasgemälde der Berner Markuskirche.

## Orgeln

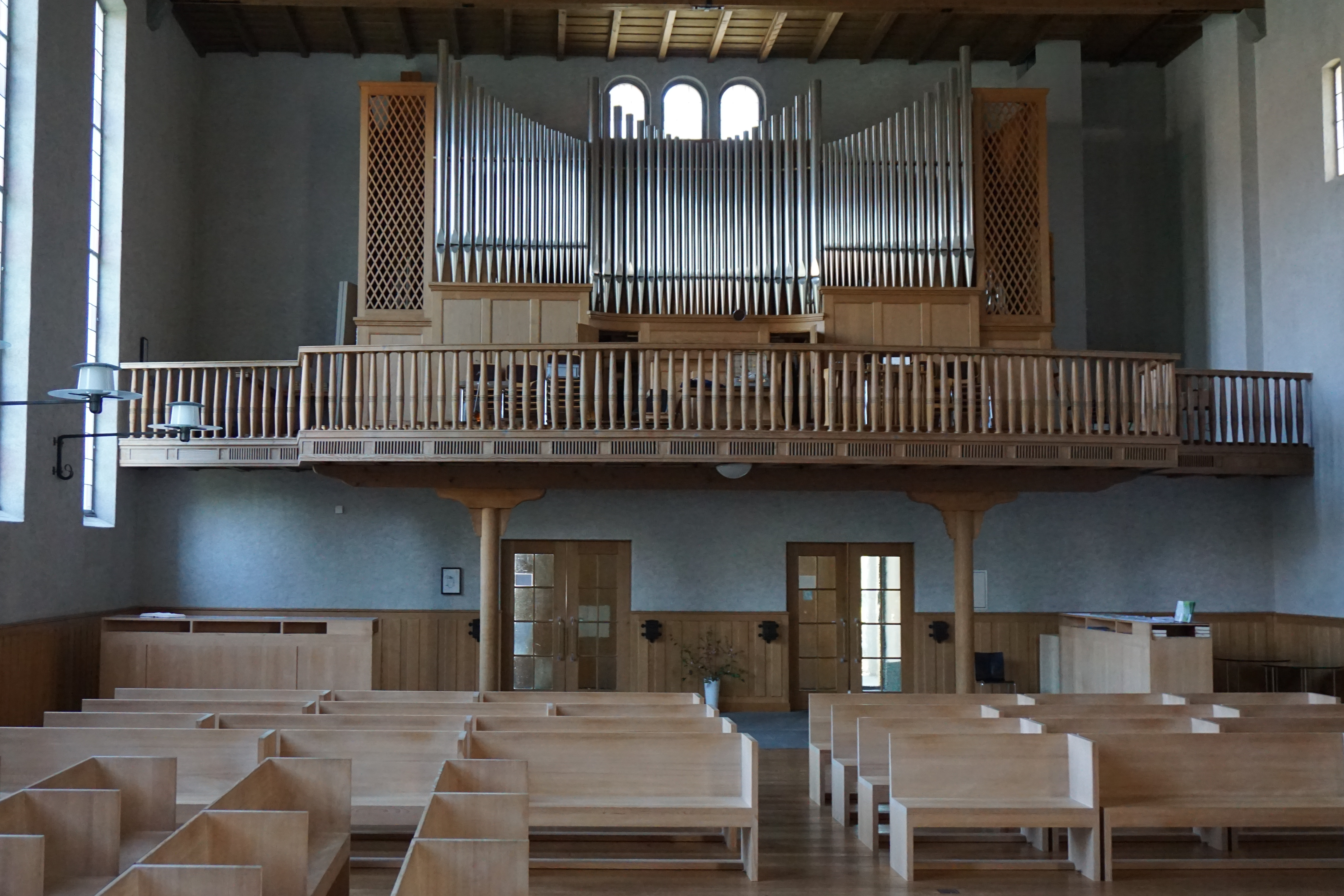
Empore und grosse Orgel

Die Dorfkirche Wabern besitzt zwei eigenständige Orgeln. Die Disposition der neueren eignet sich vor allem für die barocke Orgelliteratur und die Liedbegleitung. Die grosse Orgel ist, wegen ihres grösseren Umfangs, besser für ein breiteres Musikrepertoire (auch romantische Orgelmusik) geeignet.

### Grosse Orgel
Auf der Empore befindet sich die von Kuhn AG 1948 gebaute grosse Orgel mit 31 Registern auf zwei Manualen und Pedal. Das Werk hat mechanische Traktur, pneumatische Registratur und Schleifladen.
| I Hauptwerk C–g3 |                |     |
| 1.               | Bourdon        | 16′ |
| 2.               | Prinzipal      | 8′  |
| 3.               | Rohrflöte      | 8′  |
| 4.               | Gemshorn       | 8′  |
| 5.               | Octave         | 4′  |
| 6.               | Hohlflöte      | 4′  |
| 7.               | Superoctave    | 2′  |
| 8.               | Mixtur VI–VIII | 2′  |
| 9.               | Corno          | 8′  |
| 10.              | Clairon        | 4′  |

| II Positiv C–g3 (schwellbar) |                      |       |
| 11.                          | Prinzipal            | 8′    |
| 12.                          | Gedackt              | 8′    |
| 13.                          | Saicional            | 8′    |
| 14.                          | Suavial              | 4′    |
| 15.                          | Rohrflöte            | 4′    |
|                              | Quinte (Vorabzug)    | 2 ⁄3′ |
| 16.                          | Sesquialter II       | 2 ⁄3′ |
| 17.                          | Fladeolet            | 2′    |
| 18.                          | Largiot              | 1 ⁄3′ |
| 19.                          | Scharf V–VII         | 1′    |
| 20.                          | Dulziana             | 8′    |
| 21.                          | Trompette harmonique | 8′    |
| 22.                          | Schalmei             | 4′    |

| Pedalwerk C–f1 |               |     |
| 23.            | Prinzipalbass | 16′ |
| 24.            | Subbass       | 16′ |
| 25.            | Prinzipal     | 8′  |
| 26.            | Spillflöte    | 8′  |
| 27.            | Nachthorn     | 4′  |
| 28.            | Mixtur V      | 4′  |
| 29.            | Posaune       | 16′ |
| 30.            | Zinke         | 8′  |
| 31.            | Kornett       | 8′  |

- Normalkoppeln: II/I, I/P, II/P
- Spielhilfen: 1 feste Kombination (Tutti), 3 freie Kombinationen, Schwelltritt

### Neue Orgel

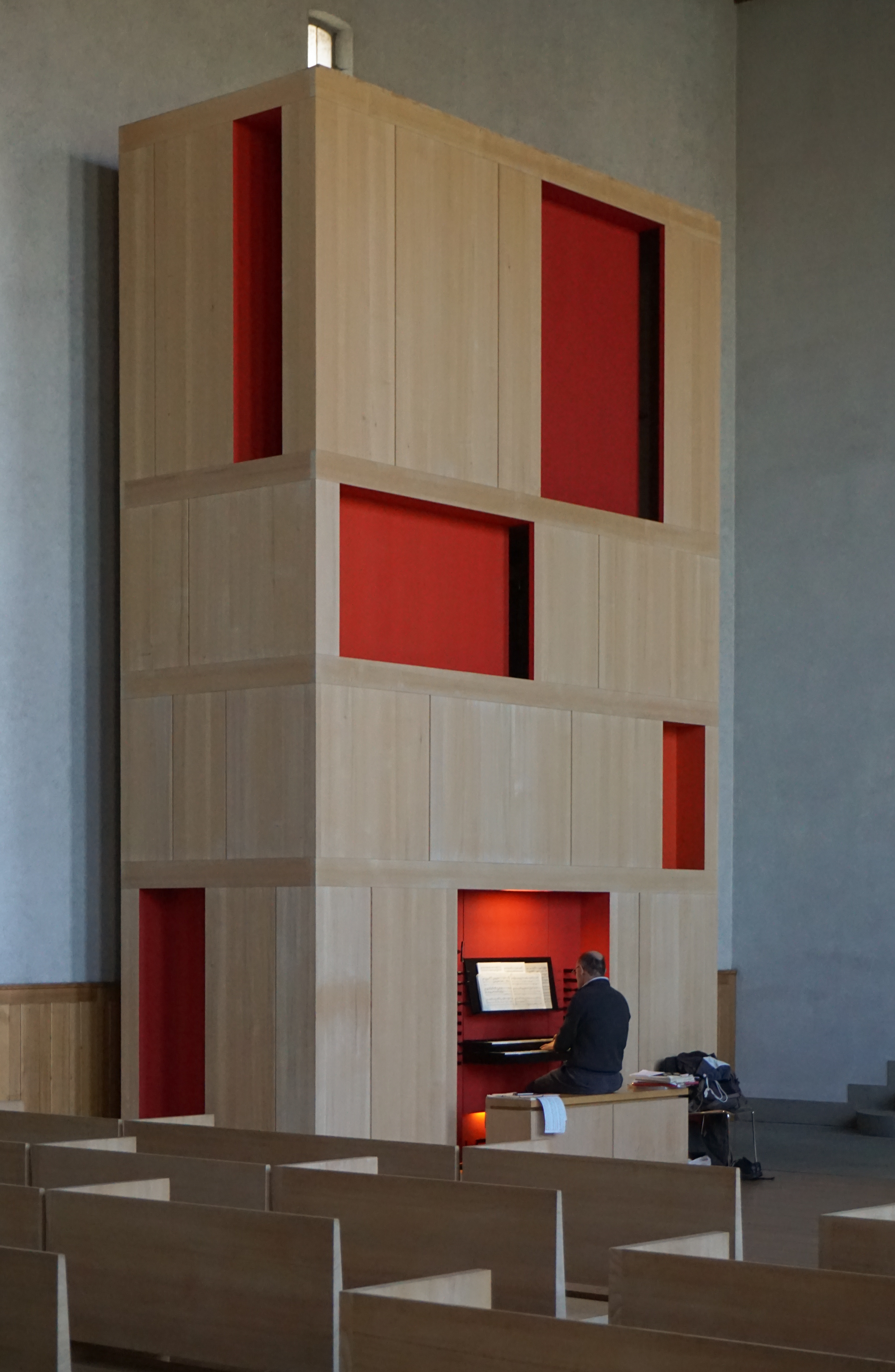
Die neue Orgel

Im Rahmen der Kirchenrestaurierung wurde 2004 von Orgelbau Thomas Wälti, Gümligen, unter Mitwirkung von Architekt Patrick Thurston eine neue, der Möbilierung angepasste Orgel gebaut. Das hohe Gehäuse aus massivem Fichtenholz aus der Bergregion oberhalb Giessbach bei Brienz BE ist nach den Regeln des Goldenen Schnitts gebaut. Darin sind die Pfeifen nicht sichtbar angeordnet und der Schall tritt durch rot eingefärbte Öffnungen aus. Der Spieltisch ist wie die Schallöffnungen vertieft eingelassen. Im Orgelinnern sind auf der unteren Ebene die drei Windladen für das Hauptwerk und das Pedal eingebaut. In der oberen Etage ist die Windlade für das schwellbare zweite Manual. Mit drei Bälgen wird für konstanten Winddruck gesorgt. Für die tragenden Teile wurden aufbereitete Bretter der alten Kirchenbänke verwendet.
Die neue Orgel besitzt 14 Register, zwei Manuale und Pedal. Das Werk hat mechanische Traktur und mechanische Registratur.
| I Hauptwerk C–g3 |           |                      |
| 1.               | Prinzipal | 8′                   |
| 2.               | Hohlflöte | 8′                   |
| 3.               | Octave    | 4′                   |
| 4.               | Rohrflöte | 4′                   |
|                  | Octave    | 2′ (Vorabzug Mixtur) |
| 5.               | Mixtur IV | 2′                   |
| 6.               | Trompete  | 8′                   |

| II Positiv (schwellbar) C–g3 |           |        |
| 7.                           | Gedackt   | 8′     |
| 8.                           | Prinzipal | 4′     |
| 9.                           | Quinte    | 2 ⁄3′  |
| 10.                          | Oktave    | 2′     |
| 11.                          | Terz      | 1 3⁄5′ |
| 12.                          | Zimbel II | 2⁄3′   |
| 13.                          | Dulzian   | 8′     |
|                              | Tremulant |        |

| Pedalwerk C–f1 |           |                 |
| 14.            | Subbass   | 16′             |
|                | Prinzipal | 8′ (Transm. HW) |
|                | Trompete  | 8′ (Transm. HW) |

- Normalkoppeln: II/I, I/P, II/P
- Spielhilfen: Schwelltritt

## Turm
Der nach Art eines Campanile freistehende Glockenturm mit 23 Metern Höhe ist über einem flachen Walmdach mit Blech gedeckt und mit einem Wetterhahn bekrönt. Auf quadratischer Grundfläche schliesst der Turm an die Ecke des Umgangs an. Im oberen Bereich sind allseitig in drei Reihen übereinander je fünf mit Lamellen verschlossene schmale Schallfenster. Bei der Sanierung 1988 wurde der ursprüngliche Sichtbeton mit weisser Dispersionsfarbe angestrichen. 
Die am 24. Februar 1948 bei Rüetschi AG, Aarau gegossenen fünf Glocken wurden am 5. Juni 1948 von der Schuljugend feierlich aufgezogen. Sie klingen mit den Schlagtönen des′ – es′ – f′ – as′ – b′ und bilden damit das Läutemotiv «Wachet auf» oder «Salve Regina».
Die Zifferblätter der Turmuhr tragen zwischen Doppelkreisen römische Ziffern. Die Uhr lieferte die Firma Baer, Sumiswald.